# Trâu Ý Địa Trung Hải
Italian Mediterranean (Ý: Bufala Mediterranea Italiana) là một giống trâu nước của nước Ý. Nó thuộc loại trâu nước sông và tương tự như các giống trâu của Hungary, Romania và các nước Balkan. Đây là giống trâu nước bản địa duy nhất ở Ý. Một cuốn sách gia phả cho loài trâu này đã được thiết lập vào năm 1980 và giống trâu này đã được chính thức công nhận vào năm 2000.

## Lịch sử
Giống trâu này có thể đã được đưa vào Ý trong thời kỳ La Mã, hoặc trong cuộc xâm lược của người Barbarian diễn ra ở bán đảo Ý.
Năm 1979, một hiệp hội các nhà lai tạo trâu quốc gia của Ý, Associazione Nazionale Allevatori Specie Bufalina, được thành lập, và một cuốn sách lưu trữ gia phả cho loài trâu được xuất bản ra vào năm sau. Giống trâu nước Mediterranea Italiana được chính thức công nhận vào năm 2000.

## Sử dụng
Trong quá khứ, giống trâu Italian Mediterranean được sử dụng rộng rãi làm động vật kéo xe. Giống trâu này cũng giúp giữ cho đường thủy và kênh thoát nước sạch cỏ dại, bơi lội trong những phần sâu hơn và lội trong các chỗ nước nông.
Các cá thể của giống trâu Mediterranea Italiana được nuôi dưỡng và chọn lọc chủ yếu để sản xuất sữa trâu được sử dụng để làm mozzarella trâu, đáng chú ý là Mozzarella di Bufala Campana của Campania, sản phẩm mà đã có được trạng thái Denominazione di origine protetta (DOP).